# Schizonycha ambigua
Schizonycha ambigua är en skalbaggsart som beskrevs av Louis Albert Péringuey 1908. Schizonycha ambigua ingår i släktet Schizonycha och familjen Melolonthidae. Inga underarter finns listade i Catalogue of Life.